# Власиха (Рамешковский район)
Власиха  — деревня в Рамешковском районе Тверской области.

## География
Находится в восточной части Тверской области на расстоянии приблизительно 11 км на северо-восток по прямой от районного центра поселка Рамешки.

## История
Известна с 1627—1629 годов как пустошь. В 1859 году принадлежала помещице статской советнице Авдотье Васильевне Демьяновой, здесь было 8 дворов, в 1887 — 25. В советское время работали колхозы им. Ленина и «Путь Ленина». В 2001 году 18 домов принадлежали постоянным жителям, а 4 наследникам и дачникам. До 2021 года входила в состав сельского поселения Заклинье до его упразднения.

## Население
Численность населения: 52 человека (1859 год), 121 (1887), 192 (1936), 39 (1989), 34 (русские 59 %, карелы 41 %) в 2002 году, 31 в 2010.